# Швадернау
Швадернау (нім. Schwadernau) — громада  в Швейцарії в кантоні Берн, адміністративний округ Біль.

## Географія
Громада розташована на відстані близько 23 км на північний захід від Берна.
Швадернау має площу 4,2 км², з яких на 10,3% дозволяється будівництво (житлове та будівництво доріг), 74,6% використовуються в сільськогосподарських цілях, 14,4% зайнято лісами, 0,7% не є продуктивними (річки, льодовики або гори).

## Демографія
2019 року в громаді мешкало 670 осіб (+2% порівняно з 2010 роком), іноземців було 10,6%. Густота населення становила 161 осіб/км².
За віковим діапазоном населення розподілялося таким чином: 21,8% — особи молодші 20 років, 58,4% — особи у віці 20—64 років, 19,9% — особи у віці 65 років та старші. Було 279 помешкань (у середньому 2,4 особи в помешканні).
Із загальної кількості 189 працюючих 35 було зайнятих в первинному секторі, 17 — в обробній промисловості, 137 — в галузі послуг.